# King's Royal Regiment of New York
King's Royal Regiment of New York var ett infanteriregemente organiserat av den brittiska kronan under det amerikanska frihetskriget och rekryterat bland lojalistiska flyktingar i Kanada.

## Tillkomst
På sommaren 1776 tvingades sir John Johnson att tillsammans med vänner, arrendatorer och några mohawker fly under patrioterna till Kanada. Efter 19 dagar av svält i skogarna nådde de Akwesasne. Sir John fick snart därefter tillstånd att organisera ett lojalistiskt truppförband och började rekrytera dess första bataljon. De flesta rekryter till Johnsons regemente var lojalister som kom från Mohawkdalen och Schoharie.

## Insatser
Under 1777 års fälttåg tillhörde Royal Greens St. Legers expedition mot Mohawkdalen. I slaget vid Oriskany deltog de i några av det amerikanska frihetskrigets hårdaste strider. Det förde senare ett partisankrig riktat mot patrioterna vid indiangränsen i norra New York. Sir John Johnson bedrev psykologisk krigföring mot sin gamla hembygd. Hans och hans mäns forna grannar i Mohawkdalen gav därför regementet ett dåligt rykte genom beskyllningar om barbarisk krigföring. Förutom som partisaner gjorde regementet en viktig insats genom att bygga två skansar, i Oswego och på Carleton Island.

## Avveckling
Regementets första bataljon avvecklades 1783 och dess veteraner bosatte sig i Kanada i Saint Lawrenceflodens dalgång. Den andra bataljonen lades ned 1784 och dess veteraner bosatte sig i området kring Kingston, Ontario.